# Elecciones generales de Bélgica de 1843
Las elecciones generales de Bélgica de 1843 se celebraron el 12 de junio de ese año. En el Senado, los católicos obtuvieron 32 escaños y los liberales 13.  La participación siguió creciendo, alcanzando el 86,0%, aunque solo 21.865 estaban habilitadas para votar.
Como se realizaron con el sistema alterno, las elecciones a la Cámara de Representantes solo se realizaron en cuatro de las nueve provincias del país: Flandes Oriental, Henao, Lieja y Limburgo . Así, 47 de los 95 escaños de la cámara baja estaban en disputa.

## Resultados

### Senado
| Partido            | Votos | % | Escaños |
| ------------------ | ----- | - | ------- |
| Católicos          |       |   | 32      |
| Liberales          |       |   | 13      |
| Independientes     |       |   | 2       |
| Total              |       |   | 47      |
| Sternberger y col. |       |   |         |

### Cámara de Representantes
| Partido            | Votos | % | Escaños |    |
| ------------------ | ----- | - | ------- | -- |
| Católicos          |       |   | 21      | -4 |
| Liberales          |       |   | 26      | 0  |
| Total              |       |   | 47      | -1 |
| Sternberger y col. |       |   |         |    |